# Ентони Бартон
Ентони Едвард Бартон (енгл. Anthony Edward Barton; 8. април 1937 — 20. август 1993) био је енглески фудбалер и тренер. Водио је Астон Вилу до успеха у Купу европских шампиона 1982. године, три месеца након што је преузео вођство. Након тога је победио Барселону у Суперкупу Европе 1982. године.

## Биографија
Бартон је у каријери играо за три клуба: Фулам (1954–1959), Нотингем Форест (1959–1961) и Портсмут (1961–1967).
Године 1982, Бартон је неочекивано започео каријеру као главни тренер у Астон Вили, где је радио као помоћник Рону Сандерсу. Сандерс је претходне сезоне постао енглески шампион са клубом, а Бартон му је био помоћник. Сезона 1981/82. била је мање успешна за Вилу што се тиче домаћих такмичења. Сандерс је поднео оставку 9. фебруара 1982. године, наводећи лоше резултате, а Бартон је преузео његове дужности.
Исте године у Европи, клуб је изнад свих очекивања стигао до финала Купа европских шампиона. Астон Вила је у финалу играла против фаворизованог Бајерна из Минхена. Бартонов тим је победио Бајерн Минхен резултатом 1:0. Гол је постигао центарфор Астон Виле, Питер Вит.
Као менаџер Астон Виле, Бартон је такође освојио УЕФА Суперкуп 1982. године против Барселоне, освајача Купа победника купова 1982. године. Отпуштен је у мају 1984. године.
Бартон је касније био главни тренер Нортхемптон Тауна (1984–1985) и вршилац дужности менаџера свог бившег клуба Портсмута (1991).
Преминуо је 20. августа 1993. године од последица срчаног удара.

## Успеси

### Менаџер
Астон Вила
- Куп европских шампиона: 1981–82.
- Суперкуп Европе: 1982.